# جونینیو سیرنسه
جونینیو سیرنسه (به پرتغالی: Regilson Saboya Monteiro Júnior) هافبک اهل برزیل است که در شهر Fortaleza و در تاریخ ۱۷ دسامبر ۱۹۸۰ به دنیا آمده‌است.
جونینیو سیرنسه در تیم‌های فوتبال ASA سابقهٔ حضور دارد.